# Gastón Casas
Ángel Gastón Casas Jorge (Buenos Aires, Argentina, 10 de enero de 1978) es un exfutbolista argentino. Jugaba de delantero y su último equipo fue Argentino de Quilmes.

## Trayectoria

### En Huracán (1995-2000)
Casas debutó como futbolista profesional el 19 de marzo de 1995 de la mano de Héctor Cúper, frente a Boca Juniors, en un encuentro correspondiente a la 4.ª fecha del Torneo Apertura de ese mismo año.
El 31 de marzo, ya jugando el Torneo Clausura, metería el primer gol de su carrera, frente a Colón.
Surgido de la cantera del club, su paso por primera división fue intermitente en sus primeros años, llegando a  jugar como carrilero por izquierda.
Pero en el año 2000, ya establecido en la posición de centrodelantero, es una de las figuras del equipo de Parque Patricios en su retorno a primera división después de un año en el ascenso. En ese torneo, bajo la dirección de técnica de Carlos Babington y compartiendo equipo con Lucho  González, Morquio, Fernando Tero Di Carlo, Martín Ríos y Derlis Soto, Casas es el goleador del certamen con 32 goles, dos en las semifinales del cuadrangular por el campeonato frente a San Martín de Mendoza y otro en la ida de la final frente a Quilmes.
Ya en primera división, jugaría las primeras fechas del apertura 2000 (llegando a convertir un gol frente a Rosario Central) para luego irse transferido al futbol europeo.
En ese mismo año fichó por el Real Betis Balompié de España.
Tras tres años sin mucha continuidad, volvió a su país para jugar en el Racing Club y en el Argentinos Juniors, cedido en ambos casos por el Real Betis Balompié.
En la temporada 2004-2005 fichó por el Recreativo de Huelva, con el que también logró el ascenso a la Primera División de España. En la temporada 2006-2007 militó en el Elche CF, donde consiguió 12 goles en 28 partidos. En la temporada 2007-2008 jugó en el Cádiz Club de Fútbol, equipo que descendió a la Segunda División B de España. En 2008 fichó por el Córdoba CF. A principios del 2009 le quitaron la ficha para poder fichar a otro jugador en el mercado invernal y se marchó finalmente al Ionikos FC griego.
En mediados de 2011 ficha por Defensores de Belgrano.
En agosto del año de 2012, llega al Club Atlético Talleres de Remedios de Escalada, club que actualmente milita en la Primera C, con el objetivo de ascender a la Primera B del fútbol argentino.
En 2013, en el mes de julio, ficha por Argentino de Quilmes.

## Estadísticas
| CA Huracán Argentina | 1.ª                 |                     |     |     |    |   |   |    |     |      |      |
| CA Huracán Argentina | 1.ª                 | 1995                | 8   | 0   | —  | — | — | —  | 8   | 0    | 0,00 |
| CA Huracán Argentina | 1.ª                 | 1995-96             | 7   | 1   | —  | — | — | —  | 7   | 1    | 0.14 |
| CA Huracán Argentina | 1.ª                 | 1996-97             | 3   | 0   | —  | — | — | —  | 3   | 0    | 0,00 |
| CA Huracán Argentina | 1.ª                 | 1997-98             | 18  | 0   | —  | — | — | —  | 18  | 0    | 0,00 |
| CA Huracán Argentina | 1.ª                 | 1998-99             | 33  | 5   | —  | — | — | —  | 33  | 5    | 0.15 |
| CA Huracán Argentina | 2.ª                 | 1999-00             | 32  | 30  | —  | — | — | —  | 32  | 30   | 0.94 |
| CA Huracán Argentina | 1.ª                 | 2000                | 5   | 1   | —  | — | — | —  | 5   | 1    | 0.20 |
| CA Huracán Argentina | Total club          | Total club          | 106 | 37  | 0  | 0 | 0 | 0  | 106 | 37   | 0.35 |
| Real Betis · España |                     |                     |     |     |    |   |   |    |     |      |      |
| 2.ª | 2000-01             | 25                  | 11  | —   | —  | — | — | 25 | 11  | 0.44 |      |
| 1.ª | 2001-02             | 11                  | 4   | 1   | 0  | — | — | 12 | 4   | 0.33 |      |
| 1.ª | 2002-03             | 19                  | 1   | 4   | 3  | 6 | 2 | 29 | 6   | 0.21 |      |
| Total club | Total club          | 55                  | 16  | 5   | 3  | 6 | 2 | 66 | 21  | 0.32 |      |
| Racing Club Argentina | 1.ª                 | 2003-04             | 13  | 2   | —  | — | — | —  | 13  | 2    | 0.15 |
| Argentinos Jrs. Argentina | 1.ª                 | 2004                | 6   | 0   | —  | — | — | —  | 6   | 0    | 0,00 |
| Recreativo de Huelva · España | 2.ª                 | 2005                | 12  | 4   | —  | — | — | —  | 12  | 4    | 0.33 |
| Recreativo de Huelva · España | 2.ª                 | 2005-06             | 32  | 14  | 2  | 0 | — | —  | 34  | 14   | 0.41 |
| Recreativo de Huelva · España | Total club          | Total club          | 44  | 18  | 2  | 0 | 0 | 0  | 46  | 18   | 0.39 |
| Elche CF · España | 2.ª                 | 2006-07             | 28  | 12  | 1  | 0 | — | —  | 29  | 12   | 0.41 |
| Cádiz CF · España | 2.ª                 | 2007-08             | 30  | 5   | 2  | 2 | — | —  | 32  | 7    | 0.22 |
| Córdoba CF · España | 2.ª                 | 2008-09             | 13  | 2   | 1  | 0 | — | —  | 14  | 2    | 0.14 |
| Ionikos de Nicea · Grecia | 2.ª                 | 2009                | 10  | 6   | —  | — | — | —  | 10  | 6    | 0.60 |
| AE Larissas · Grecia | 1.ª                 | 2009-10             | 13  | 2   | 1  | 0 | — | —  | 14  | 2    | 0.14 |
| Gimnasia y Esgrima (LP) Argentina | 1.ª                 | 2010                | 7   | 1   | —  | — | — | —  | 7   | 1    | 0.14 |
| Gimnasia y Esgrima (LP) Argentina | 1.ª                 | 2010                | 3   | 1   | —  | — | — | —  | 3   | 1    | 0.33 |
| Gimnasia y Esgrima (LP) Argentina | Total club          | Total club          | 10  | 2   | 0  | 0 | 0 | 0  | 10  | 2    | 0.20 |
| Defensores de Belgrano Argentina | 3.ª                 | 2011                | 9   | 3   | —  | — | — | —  | 9   | 3    | 0.33 |
| Talleres (RdE) Argentina | 4.ª                 | 2012-13             | 2   | 0   | —  | — | — | —  | 2   | 0    | 0,00 |
| Argentino de Quilmes Argentina | 4.ª                 | 2013                | 3   | 0   | 2  | 0 | — | —  | 5   | 0    | 0,00 |
| Total en su carrera | Total en su carrera | Total en su carrera | 342 | 105 | 14 | 5 | 6 | 2  | 362 | 112  | 0.31 |
| (1) Las copas nacionales se refiere a la Copa del Rey (2001-09); Copa de Grecia (2009-10) y Copa Argentina (2013). (2) Las copas internacionales se refiere a la Copa de la UEFA (2002-03). (3) Media de goles por encuentro. No incluye goles en partidos amistosos. |                     |                     |     |     |    |   |   |    |     |      |      |

## Palmarés

### Campeonatos nacionales
| Título                           | Club                 | Sede         | Año     |
| -------------------------------- | -------------------- | ------------ | ------- |
| Campeonato de Primera B Nacional | CA Huracán           | Buenos Aires | 1999/00 |
| Segunda División de España       | Recreativo de Huelva | Huelva       | 2005/06 |

### Distinciones individuales
| Distinción                                   | Año  |
| -------------------------------------------- | ---- |
| Goleador de la Primera B Nacional (30 goles) | 2000 |